# Печиська (Серадзький повіт)
Печиська (пол. Pieczyska) — село в Польщі, у гміні Злочев Серадзького повіту Лодзинського воєводства.
У 1975-1998 роках село належало до Серадзького воєводства.